# Copa Libertadores de Voleibol 2018-19
La Copa Libertadores de Voleibol de 2018-19, fue la primera edición del certamen profesional de equipos de vóley de la Argentina y de Brasil. El torneo fue organizado por la Asociación de Clubes Liga Argentina de Voleibol (ACLAV) y la Asociación de Clubes de Voleibol (ACV) de Brasil. Participaron cuatro equipos de la Superliga Brasilera y cuatro de la Liga de Voleibol Argentina. El torneo fue aprobado por la Confederación Sudamericana de Voleibol y se espera que reemplace al Campeonato Sudamericano de Clubes.
El torneo comenzó el 28 de septiembre con el encuentro entre Sada Cruzeiro y Sesc-RJ en el Ginásio Riacho, en Cotagem, sede del Sada, pues el club local disputó el Mundial de Clubes de 2018.
La fase final, el Final Four, se disputó en el Ginásio Abaeté, en Taubaté, Estado de São Paulo. El campeón del torneo fue Bolívar Vóley que venció en la final a SESC Río 3 a 0.

## Equipos participantes
| Club                 | Localidad                           | Estadio/s                        | Part. | Camp. |
| -------------------- | ----------------------------------- | -------------------------------- | ----- | ----- |
| Bolívar Vóley        | San Carlos de Bolívar, Buenos Aires | Estadio República de Venezuela   | —     | —     |
| Ciudad Vóley         | Ciudad de Buenos Aires              | Estadio Gorki Grana              | —     | —     |
| Libertad Burgi Vóley | San Jerónimo Norte, Santa Fe        | Estadio La Calderita             | —     | —     |
| Sada Cruzeiro        | Contagem, Minas Gerais              | Ginásio Poliesportivo do Riacho  | —     | —     |
| Sesc-RJ              | Río de Janeiro, Río de Janeiro      | Tijuca Tênis Clube               | —     | —     |
| Sesi-SP              | São Paulo, São Paulo                | Ginásio Marcello de Castro Leite | —     | —     |
| Taubaté Volei        | Taubaté, São Paulo                  | Ginásio do Abaeté                | —     | —     |
| UPCN San Juan Vóley  | San Juan, San Juan                  | Estadio Aldo Cantoni             | —     | —     |

## Modo de disputa
Los ocho (8) equipos participantes se dividen en dos grupos con igual cantidad de participantes por país, dos argentinos y dos brasileros. Dentro de cada grupo se disputan en dos series con cinco partidos cada una en dos sedes distintas, una en cada país, donde los equipos del país anfitrión se enfrentan una vez, los equipos visitantes no se enfrentan entre sí, y luego se dan enfrentamientos mixtos. Se ordenan en una tabla de posiciones con base a los resultados que obtienen. Se puntúa a cada equipo sobre la base de sus resultados tal que:
3 puntos por victoria en tres o cuatro sets, 3 a 0 o 3 a 1.
2 puntos por victoria en cinco sets, 3 a 2.
1 punto por derrota en cinco sets, 2 a 3.
0 puntos por derrota en tres o cuatro sets, 0 a 3 o 1 a 3.
Los tres mejores de la tabla general junto con el organizador acceden al "Final Four" que se disputa en una misma sede durante dos días seguidos, con partidos de semifinales, tercer puesto y final.

## Fase regular

### Posiciones
| Pos. | Equipo               | Pts | PG | PP | SG | SP | PG  | PP  |
| ---- | -------------------- | --- | -- | -- | -- | -- | --- | --- |
| 1.°  | Sesi-SP              | 12  | 4  | 1  | 12 | 4  | 386 | 351 |
| 2.°  | Sesc-RJ              | 12  | 4  | 1  | 12 | 5  | 415 | 382 |
| 3.°  | Bolívar Vóley        | 9   | 3  | 2  | 10 | 6  | 379 | 351 |
| 4.°  | UPCN San Juan Vóley  | 9   | 3  | 2  | 12 | 9  | 476 | 465 |
| 5.°  | Funvic/Taubaté       | 8   | 3  | 2  | 10 | 8  | 415 | 412 |
| 6.°  | Sada Cruzeiro        | 7   | 2  | 3  | 9  | 9  | 398 | 402 |
| 7.°  | Ciudad Vóley         | 2   | 1  | 4  | 3  | 14 | 343 | 400 |
| 8.°  | Libertad Burgi Vóley | 1   | 0  | 5  | 2  | 15 | 358 | 407 |

|  | Clasificados a la siguiente ronda. |

Nota: Funvic/Taubaté avanza de ronda como organizador del Final Four.

### Grupo I
Partidos en Brasil
| 28 de septiembre, 20:00 (UTC–3) | Sada Cruzeiro | 1 - 3                                  | Sesc-RJ | Poliesportivo do Riacho, Contagem          |                                            |
|                                 |               | ( 21-25, 22-25, 25-19, 23-25 ) Reporte |         | Árbitro(s): Guilherme Mendoça Ivan Cardoso | Árbitro(s): Guilherme Mendoça Ivan Cardoso |

| 30 de octubre, 18:30 (UTC–3) | Sesc-RJ | 3 - 1                                  | Bolívar Vóley | Poliesportivo do Riacho, Contagem                   |                                                     |
|                              |         | ( 25-16, 21-25, 25-21, 25-21 ) Reporte |               | Árbitro(s): Andreza Misquita Henrique Toledo Salles | Árbitro(s): Andreza Misquita Henrique Toledo Salles |

| 30 de octubre, 21:30 (UTC–3) | Sada Cruzeiro | 3 - 0                           | Ciudad Vóley | Poliesportivo do Riacho, Contagem |             |
|                              |               | ( 25-23, 25-21, 25-18 ) Reporte |              | Árbitro(s):                       | Árbitro(s): |

| 31 de octubre, 18:00 (UTC–3) | Sesc-RJ | 3 - 0                           | Ciudad Vóley | Poliesportivo do Riacho, Contagem              |                                                |
|                              |         | ( 25-19, 27-25, 25-23 ) Reporte |              | Árbitro(s): Iván Cardoso Neilor Lopes de Souza | Árbitro(s): Iván Cardoso Neilor Lopes de Souza |

| 31 de octubre, 20:00 (UTC–3) | Sada Cruzeiro | 3 - 0                           | Bolívar Vóley | Poliesportivo do Riacho, Contagem                    |                                                      |
|                              |               | ( 25-19, 25-22, 25-23 ) Reporte |               | Árbitro(s): Guilherme Mendoça Luiz Henrique Coutinho | Árbitro(s): Guilherme Mendoça Luiz Henrique Coutinho |

Partidos en Argentina
| 11 de diciembre, 21:30 (UTC–3) | Bolívar Vóley | 3 - 0                           | Ciudad Vóley | Estadio República de Venezuela, San Carlos de Bolívar |                                          |
|                                |               | ( 25-17, 25-15, 25-16 ) Reporte |              | Árbitro(s): Luis Fuentes Cristian Chunco              | Árbitro(s): Luis Fuentes Cristian Chunco |

| 8 de enero, 18:30 (UTC–3) | Ciudad Vóley | 0 - 3                           | Sesc-RJ | Estadio República de Venezuela, San Carlos de Bolívar |                                            |
|                           |              | ( 20-25, 17-25, 22-25 ) Reporte |         | Árbitro(s): Luis Fuentes Andrés Villarreal            | Árbitro(s): Luis Fuentes Andrés Villarreal |

| 9 de enero, 21:30 (UTC–3) | Bolívar Vóley | 3 - 0                           | Sada Cruzeiro | Estadio República de Venezuela, San Carlos de Bolívar |                                               |
|                           |               | ( 25-23, 25-16, 25-20 ) Reporte |               | Árbitro(s): Fernando Romano José Luis Barrios         | Árbitro(s): Fernando Romano José Luis Barrios |

| 9 de enero, 18:30 (UTC–3) | Ciudad Vóley | 3 - 2                                        | Sada Cruzeiro | Estadio República de Venezuela, San Carlos de Bolívar |                                               |
|                           |              | ( 25-21, 21-25, 25-18, 21-25, 15-9 ) Reporte |               | Árbitro(s): Andrés Villarreal Fernando Romano         | Árbitro(s): Andrés Villarreal Fernando Romano |

| 8 de enero, 21:30 (UTC–3) | Bolívar Vóley | 3 - 0                           | Sesc-RJ | Estadio República de Venezuela, San Carlos de Bolívar |                                            |
|                           |               | ( 32-30, 25-23, 25-20 ) Reporte |         | Árbitro(s): José Luis Barrios Luis Fuentes            | Árbitro(s): José Luis Barrios Luis Fuentes |

### Grupo II
Partidos en Argentina
| 5 de noviembre, 19:00 (UTC–3) | Libertad Burgi | 0 - 3                           | Sesi-SP | Estadio Aldo Cantoni, San Juan                |                                               |
|                               |                | ( 19-25, 20-25, 21-25 ) Reporte |         | Árbitro(s): Marcelo Pierobón Jonatan Escudero | Árbitro(s): Marcelo Pierobón Jonatan Escudero |

| 5 de noviembre, 22:00 (UTC–3) | UPCN San Juan | 2 - 3                                         | Funvic/Taubaté | Estadio Aldo Cantoni, San Juan             |                                            |
|                               |               | ( 33-35, 25-17, 13-25, 26-24, 10-15 ) Reporte |                | Árbitro(s): Fabián Concia Marcelo Pierobón | Árbitro(s): Fabián Concia Marcelo Pierobón |

| 6 de noviembre, 18:00 (UTC–3) | Libertad Burgi | 0 - 3                           | Funvic/Taubaté | Estadio Aldo Cantoni, San Juan             |                                            |
|                               |                | ( 23-25, 22-25, 25-27 ) Reporte |                | Árbitro(s): Marcelo Pierobón Fabián Concia | Árbitro(s): Marcelo Pierobón Fabián Concia |

| 6 de noviembre, 21:00 (UTC–3) | UPCN San Juan | 3 - 0                           | Sesi-SP | Estadio Aldo Cantoni, San Juan            |                                           |
|                               |               | ( 27-25, 25-19, 25-19 ) Reporte |         | Árbitro(s): Fabián Concia Gabriel Cáceres | Árbitro(s): Fabián Concia Gabriel Cáceres |

| 4 de diciembre, 21:00 (UTC–3) | Libertad Burgi | 2 - 3                                         | UPCN San Juan | Estadio La Calderita, San Jerónimo Norte     |                                              |
|                               |                | ( 25-20, 25-20, 17-25, 22-25, 12-15 ) Reporte |               | Árbitro(s): Cristian Chunco Sebastián Cagiao | Árbitro(s): Cristian Chunco Sebastián Cagiao |

Partidos en Brasil
| 14 de noviembre, 20:00 (UTC–2) | Funvic/Taubaté | 0 - 3                           | Sesi-SP | Ginásio Abaeté, Taubaté                           |                                                   |
|                                |                | ( 21-25, 21-25, 18-25 ) Reporte |         | Árbitro(s): Rafael de Souza Lino André Luiz Costa | Árbitro(s): Rafael de Souza Lino André Luiz Costa |

| 15 de enero, 18:00 (UTC–2) | Funvic/Taubaté | 1 - 3                                  | UPCN San Juan | Ginásio Marcello de Castro Leite, São Paulo    |                                                |
|                            |                | ( 20-25, 25-21, 16-25, 26-28 ) Reporte |               | Árbitro(s): Rafael De Souza Lino Flávio Campos | Árbitro(s): Rafael De Souza Lino Flávio Campos |

| 15 de enero, 20:30 (UTC–2) | Sesi-SP | 3 - 0                           | Libertad Burgi | Ginásio Marcello de Castro Leite, São Paulo  |                                              |
|                            |         | ( 25-23, 25-22, 25-21 ) Reporte |                | Árbitro(s): Jediel De Carvalho Gustavo Costa | Árbitro(s): Jediel De Carvalho Gustavo Costa |

| 16 de enero, 18:00 (UTC–2) | Funvic/Taubaté | 3 - 0                           | Libertad Burgi | Ginásio Marcello de Castro Leite, São Paulo |                                           |
|                            |                | ( 25-22, 25-20, 25-19 ) Reporte |                | Árbitro(s): André Luiz Costa André Calado   | Árbitro(s): André Luiz Costa André Calado |

| 16 de enero, 20:00 (UTC–2) | Sesi-SP | 3 - 1                                  | UPCN San Juan | Ginásio Marcello de Castro Leite, São Paulo |                                           |
|                            |         | ( 23-25, 25-22, 25-18, 25-23 ) Reporte |               | Árbitro(s): Edivaldo Vitor Plinio Pereira   | Árbitro(s): Edivaldo Vitor Plinio Pereira |

## Final 4
Semifinales
| 12 de febrero, 19:00 (UTC–2) | SESI-SP | 2 - 3                                         | SESC-RJ | Ginásio Abaeté, Taubaté                          |                                                  |
|                              |         | ( 25-17, 18-25, 23-25, 25-21, 13-15 ) Reporte |         | Árbitro(s): José Luis Barrios Jediel De Carvalho | Árbitro(s): José Luis Barrios Jediel De Carvalho |

| 12 de febrero, 21:00 (UTC–2) | Funvic/Taubaté | 2 - 3                                         | Bolívar Vóley | Ginásio Abaeté, Taubaté                    |                                            |
|                              |                | ( 18-25, 25-18, 18-25, 25-21, 13-15 ) Reporte |               | Árbitro(s): André Luiz Costa Flávio Campos | Árbitro(s): André Luiz Costa Flávio Campos |

Tercer puesto
| 13 de febrero, 16:45 (UTC–2) | Funvic/Taubaté | 2 - 3                                         | SESI-SP | Ginásio Abaeté, Taubaté                    |                                            |
|                              |                | ( 28-26, 25-19, 18-25, 22-25, 10-15 ) Reporte |         | Árbitro(s): Flávio Campos André Luiz Costa | Árbitro(s): Flávio Campos André Luiz Costa |

Final
| 13 de febrero, 19:00 (UTC–2) | Bolívar Vóley | 3 - 0                           | SESC-RJ | Ginásio Abaeté, Taubaté                          |                                                  |
|                              |               | ( 25-23, 25-18, 29-27 ) Reporte |         | Árbitro(s): Jediel De Carvalho José Luis Barrios | Árbitro(s): Jediel De Carvalho José Luis Barrios |

## Premios
| Equipo ideal del torneo Mejor armador: Raydel Hierrezuelo (Bolívar Vóley) Mejor opuesto: Wallace De Souza (Sesc-RJ) Mejores centrales: Agustín Loser (Bolívar Vóley) Mauricio Souza (Sesc-RJ) Mejores receptores puntas: Jan Martínez (Bolívar Vóley) Lipe Fonteles (SESI-SP) Mejor líbero: Alexis González (Bolívar Vóley) | Jugador más valioso (MVP) Yadrián Escobar (Bolívar Vóley) |